# Guido da Cortona
Guido da Cortona, al secolo Guido Pagnottelli o Vagnottelli (Cortona, 1187 – Cortona, 1247), è stato un presbitero italiano.

## Biografia

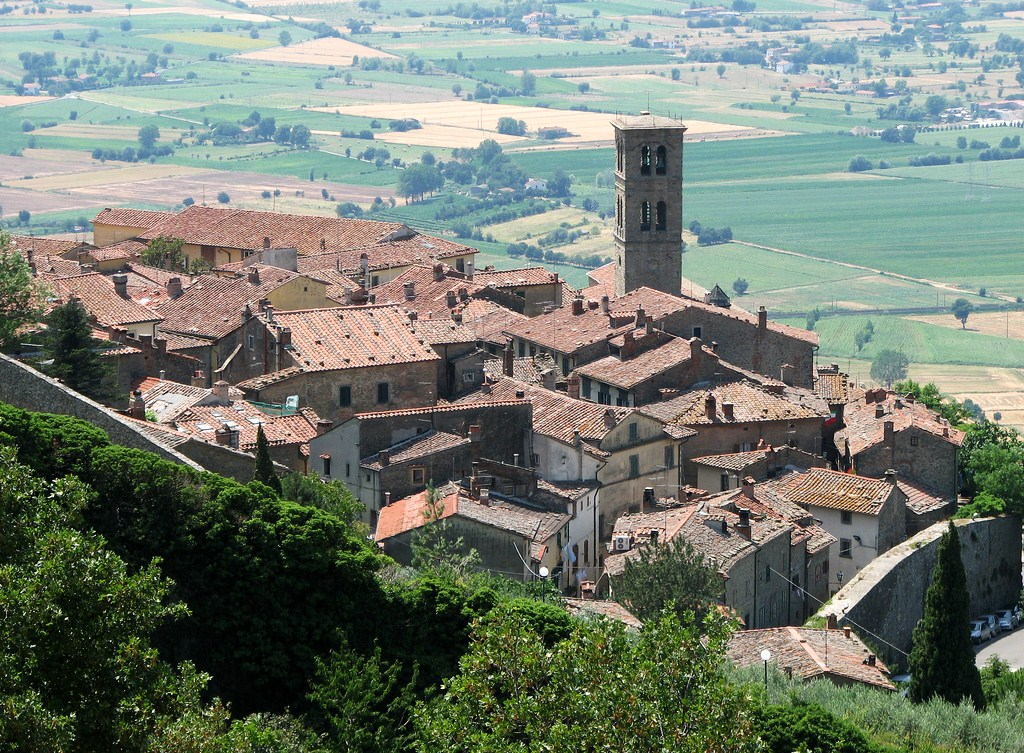
Vista della chiesa dedicata al santo a Cortona

Guido nacque da famiglia nobile e benestante, ma, trascorsa un'agiata giovinezza, decise di donare ai poveri i propri beni materiali e di seguire San Francesco d'Assisi, dopo averne ascoltata e accolta la predicazione.
Entrato nell'Ordine, indossò il saio francescano nella pieve di Santa Maria di Cortona e di lì a poco divenne sacerdote, ricevendo da San Francesco d'Assisi il permesso di predicare.

## Culto
Alla sua morte, il corpo fu deposto dentro un sarcofago di marmo in Santa Maria di Cortona. La testa venne asportata e custodita nel pozzo della chiesa. Nel 1945 testa e corpo vennero riuniti e deposti insieme sotto l'altare della Cattedrale di Cortona.
È commemorato il 12 giugno.
(Martirologio Romano)